# Grb Jugoslavije
Grb Socialistične federativne republike Jugoslavije je sestavljalo šest gorečih bakel, katerih šest plamenov se je združevalo v en ogenj. Ta je ponazarjal bratstvo in enotnost šestih  jugoslovanskih narodov in šestih  republik (Slovenije, Hrvaške, Srbije, Bosne in Hercegovine, Črne Gore in Makedonije). Na grbu je zapisan datum drugega zasedanja AVNOJ-a v Jajcu, 29. novembra 1943, ki je bil podlaga za povojno organizacijo države in ustanovitev zvezne republike. Ta dan je bil praznovan kot dan republike po ustanovitvi republike. Grb Jugoslavije je skupaj s tistimi v njenih sestavnih republikah primer socialistične heraldike.
Grb SFRJ (FLRJ, FNRJ) je prvotno sestavljalo pet gorečih bakel, kar je predstavljalo pet narodov: Slovenci, Hrvatje, Srbi, Črnogorci, Makedonci in iz petih bakel je gorelo šest plamenov kar je predstavljalo šest republik: Slovenija, Hrvaška, Bosna in Hercegovina, Srbija, Črna gora, Makedonija.
Za FLRJ (FNRJ) je obstojal nasledni »spominski mostiček«: FLRJ (FNRJ) = 7654321.
- 7 = sedem sosednjih držav: Italija, Avstrija, Madžarska, Romunija, Bolgarija, Grčija, Albanija
- 6 = republik (zgoraj naštete)
- 5 = narodov (zgoraj našteti)
- 4 = jeziki: slovenščina, hrvaščina, srbščina, makedonščina
- 3 = veroizpovedi: katoliška, pravoslavna, muslimanska
- 2 = pravopisa: latinica, cirilica
- 1 = stranka (partija)

Na nekdanjih jugoslovanskih kovancih iz leta 1955 se vidi 5, leta 1963 pa 6 gorečih bakel. Grb se je spremenil z ustavo SFRJ leta 1963.

## Zgodovina

### Kraljevina Jugoslavija
Grb Kraljevine Jugoslavije (prej imenovane Kraljevina Srbov, Hrvatov in Slovencev) je bil temelj za razvoj grba Srbije. Grafično je bil grb podoben, saj sta bili le dve veliki razliki. Prva razlika je sta bili kraljevi kroni. V kraljevem srbskem grbu je upodobljena dinastična krona Obrenovićev, medtem ko je kraljevi jugoslovanski grb prikazoval vladajočo dinastično krono Karadžorževićev.        
Druga razlika je bila, da je bil ščit upodobljen na belem dvoglavem orlu, saj je na prejšnjem srbskem grbu je bil upodobljen le srbski tetragramski križ, ki predstavlja srbski narod. Z nastankom Jugoslavije sta se dodala še hrvaški in slovenski simbol, tako bi naj simboli predstavljali tri uradne jugoslovanske narode. Na grbu so upodobljene tudi tri šesterokrake zvezde Grofov Celjskih. Kraljevi grb Jugoslavije je bil upodobljen tudi na bankovcu za 10 dinarjev iz leta 1926.        

### SFR Jugoslavija
Med drugo svetovno vojno (1943–1945) se je jugoslovanska država imenovala Demokratična Federativna Jugoslavija (DFJ), leta 1945 pa se je preimenovala v Zvezno Ljudsko Republiko Jugoslavijo (FLR Jugoslavija) in ponovno leta 1963 v Socialistično Federativno Republiko Jugoslavijo (SFR Jugoslavija). ). Grb socialistične Jugoslavije je bil zasnovan leta 1943 in je ostal v uporabi do leta 1963, ko se je država reformirala in še zadnjič preimenovala. Na njem je bilo pet bakel, obdanih s pšenico in ki so skupaj gorele v enem plamenu; to je predstavljalo bratstvo in enotnost petih narodov SFR Jugoslavije: Hrvati, Srbi, Črnogorci, Makedonci in Slovenci.V okviru reform iz leta 1963 se je ime države spremenilo v Socialistično Federativno Republiko Jugoslavijo, njen grb pa je bil preoblikovan tako, da je predstavljal šest jugoslovanskih zveznih republik (namesto petih narodov). Nov grb je bil končna različica s šestimi baklami in je bil uradno uporabljen do razpustitve države leta 1992. Datum na grbu je ostal tudi v novem simbolu.

## Grbi republik
Grbe jugoslovanskih socialističnih republik je opredelila vsaka od šestih republik, ki so jih sestavljale. Grbi so se pojavljali kot simbol državnosti na dokumentih republiške ravni, pri republiških institucijah, na šolskih diplomah itd. Grbi so vključevali stare zgodovinske simbole, kjer so lahko pokazali zgodovinsko združljivost z novim socialističnim političnim sistemom - npr. hrvaški in srbski tradicionalni simbol sredi grbov. Triglav je bil med narodnoosvobodilnim bojem med drugo svetovno vojno priznan kot simbol slovenske osvobodilne fronte. Kjer so bili stari simboli ocenjeni kot neprimerni (tradicionalni križ na srbskem grbu, etnični ali verski grb za Bosno in Hercegovino, nekdanji tradicionalno monarhistični simbol za Črno goro ali zgodovinski lev za Makedonijo), so se dodali neuradni narodni simboli, npr gora Lovćen za Črno goro ali par dimnikov za Bosno in Hercegovino.
Na vseh grbih republik je bila upodobljena še rdeča zvezda, sam grb pa je bil obdan s pšenico oziroma rastlino, ki je bila pogosta na tistem področju.